# Municipio de Big Bow
El municipio de Big Bow (en inglés: Big Bow Township) es un municipio ubicado en el condado de Stanton en el estado estadounidense de Kansas. En el año 2010 tenía una población de 248 habitantes y una densidad poblacional de 0,44 personas por km².

## Geografía
El municipio de Big Bow se encuentra ubicado en las coordenadas 37°33′19″N 101°36′30″O / 37.55528, -101.60833. Según la Oficina del Censo de los Estados Unidos, el municipio tiene una superficie total de 558.65 km², de la cual 558,59 km² corresponden a tierra firme y (0,01 %) 0,05 km² es agua.

## Demografía
Según el censo de 2010, había 248 personas residiendo en el municipio de Big Bow. La densidad de población era de 0,44 hab./km². De los 248 habitantes, el municipio de Big Bow estaba compuesto por el 90,73 % blancos, el 0,4 % eran afroamericanos, el 0,81 % eran amerindios, el 7,26 % eran de otras razas y el 0,81 % eran de una mezcla de razas. Del total de la población el 23,39 % eran hispanos o latinos de cualquier raza.